# Anicia Juliana
Anicia Juliana, död 528, var en aristokratisk mecenat, dotter till Västroms kejsare Olybrius och Placidia (kejsarinna), och gift med generalen Areobindus Dagalaifus Areobindus.
Hennes son senator Flavius Olybrius var svärson till Östroms kejsare Anastasios I:s bror, och hon arbetade utan framgång för att han skulle efterträda Anastasios i Östrom 518. Hon är känd för sin verksamhet som mecenat, nämns som sådan i Vienna Dioscurides (515), och har kallats en av de Europas första dokumenterade kvinnliga mecenater. 